# Carlos Gómez Botero
Carlos Gómez Botero (Sonsón, Antioquia, 9 de diciembre de 1919- Medellín, Antioquia, 2 de octubre de 2009) fue un escritor e historiador colombiano.

## Biografía
Su formación básica la recibió en los claustros de los Hermanos de las Escuelas Cristianas. En su juventud, estudió en la Universidad de Antioquia, institución de la que se graduó como Farmacéutico, desempeñándose por más de treinta años como visitador médico.[cita requerida]
Tras obtener su jubilación, se dedicó a estudiar la vida y obra del Libertador Simón Bolívar, tema que desarrollo en la mayor parte de su obra. Se vinculó a la Academia Antioqueña de Historia, la cual lo destacó como Miembro Honorario el 10 de octubre de 2008. Este mismo reconocimiento lo obtuvo de la Sociedad Bolivariana de Antioquia. En la actividad historiográfica, participó como Miembro del Centro de Historia San José de Ezpeleta de Sonsón, y  Correspondiente de la Sociedad Bolivariana de Colombia Capítulo de Guadalajara de Buga, entre otros títulos.
Sirvió también como voluntario en la Fundación Guayaquil de Medellín, donde administró la farmacia humanitaria de dicha institución.
A la edad de 89 años, falleció en Medellín, el 2 de octubre de 2009.

## Obras
- La Infancia del Libertador y la negra Hipólita (1988) – Imprenta Municipal de Medellín.
- La Sangre del Libertador, disquisiciones sobre el apellido Bolívar (1990) – Edición del Concejo de Medellín.
- Biografía de Alfonso Correa Bernal (1991) – Editorial Tipo-Litografía.
- Biografía de Alfredo Correa Henao (1994) – Publicado por el Concejo de Medellín.
- Conozcamos al Libertador a través de sus escritos (1998) – Imprenta Municipal de Medellín.
- Así pensaba Bolívar (2000) – Editorial Planeta. Obra conjunta con Octavio Arizmendi Posada.
- Simón Bolívar: Campeón de la emancipación sudamericana (2004) – Publicado por la Alcaldía de Medellín.
- Don Antonio Nariño, Nuestro Precursor – Imprenta Departamental de Antioquia.
- Infancia y Adolescencia del Libertador (2008) – Editorial Zuluaga.
- Simón Rodríguez: Maestro de América (2009) – Editorial Universidad Pontificia Bolivariana.